# Casper Jørgensen
Pour les articles homonymes, voir Jørgensen.
Casper Jørgensen (né le 20 août 1985) est un coureur cycliste danois. Il se consacre principalement à la piste. Il est quintuple champion du Danemark de la poursuite par équipes et triple champion du scratch. Il a également été médaillé de bronze puis d'argent en poursuite par équipes aux championnats du monde 2007 et 2008 avec l'équipe danoise.
Il participe également à quelques épreuves sur route. Il s'est imposé sur les prologues du Grand Prix Guillaume Tell en 2007 et de l'Olympia's Tour en 2008.

## Palmarès

### Championnats du monde
- Palma de Majorque 2007
  -  Médaillé de bronze de la poursuite par équipes
- Manchester 2008
  -  Médaillé d'argent de la poursuite par équipes
- Pruszkow 2009
  -  Champion du monde de la poursuite par équipes (avec Michael Færk Christensen, Jens-Erik Madsen et Alex Rasmussen)

### Coupe du monde
- 2005-2006
  - 1er de la poursuite par équipes à Sydney (avec Jens-Erik Madsen, Michael Mørkøv et Alex Rasmussen)
- 2006-2007
  - 2e de la poursuite par équipes à Sydney
  - 2e de la poursuite par équipes à Los Angeles
- 2007-2008
  - 2e de la poursuite par équipes à Los Angeles
  - 2e de la poursuite par équipes à Copenhague
- 2008-2009
  - 2e de la poursuite par équipes à Manchester

### Championnats d'Europe
- 2008
  -  Médaillé d'argent de l'américaine

### Championnats nationaux
- Champion du Danemark de poursuite juniors : 2002 et 2003
- Champion du Danemark de poursuite par équipes juniors : 2002 (avec Alex Rasmussen, Jakob Dyrgaard et Kasper Linde Jørgnsen) et 2003 (avec Alex Rasmussen, Michael Berling et Jakob Dyrgaard)
- Champion du Danemark du kilomètre juniors : 2003
- Champion du Danemark de poursuite par équipes : 2003, 2004 et 2005, 2006 et 2007 et 2008
- Champion du Danemark de scratch : 2004, 2006 et 2007
- Champion du Danemark du kilomètre : 2008

## Palmarès sur route

### Par années
- 2007
  - Prologue du Grand Prix Guillaume Tell
  - 3e du championnat du Danemark du contre-la-montre
- 2008
  -  Champion du Danemark du contre-la-montre par équipes
  - Prologue de l'Olympia's Tour
  - 2e du Duo normand (avec Michael Mørkøv)
- 2009
  - Prologue du Tour du Loir-et-Cher

### Classements mondiaux
| Année           | 2006   | 2007 | 2008 | 2009 |
| --------------- | ------ | ---- | ---- | ---- |
| UCI Asia Tour   |        | 120e | 316e |      |
| UCI Europe Tour | 1 248e | 819e | 583e | 716e |

## Récompenses
- Cycliste danois de l'année en 2008 et 2009 (avec l'équipe danoise de poursuite par équipes)